# 雪中梅
『雪中梅』（せっちゅうばい）は、末広鉄腸の政治小説。

## 概要
青年志士国野基（くにのもとい）とそのいいなずけ富永お春を中心人物とし、当時の自由民権運動熱を背景とする。作者の所属する党派（自由党）の思想が中心になっている。当時の政治小説の代表作といわれる。
日本の国会は明治23年に開設されたが、物語はその150年後の明治173年10月3日（「国会の祝日」）の東京で、50歳ほどの男性（かりに A とする）と、白髪の男性（かりに B とする）の会話から始まる（「発端」）。豪雨のために東京の上野博物館の背後にあたる鶯谷の崖が崩れたが、そこから「鴬渓先生之碑」が出土した。
碑文によれば鴬渓先生は夫婦で国会開設に尽力し、石碑は有志者が「紀念」するために建てたもので、先生の事蹟は『雪中梅』『花間鴬』の2著に述べられているという。
A が図書館から探し出した『雪中梅』を B に貸し出す、というのがこの作品のわくになっている。

### 登場人物
- 富永春 - 実家は富裕。読書好き。政治的関心も強い。失踪したいいなずけを探している。
- 国野基 - かつて「深谷梅次郎」を名乗る。正義社を結社し、民権を主張する。演説の名手。
- 藤井権兵衛 - 春の義理の叔父。春の財産を奪おうと画策する。
- 川岸 - 正義社の一員。保守派。
- 武田猛 - 正義社の一員。過激派。革命的。

## 版
初版は、博文堂が、上編を1886年（明治19年）8月に、下編を同11月に出版し、同年12月再版、翌1887年（明治20年）9月に第3版と、版を変えた。次に、青木嵩山堂が、1890年（明治23年）5月、上編下編を合わせた訂正増補版を出し、それが後に20版にもなった。
著者は1896年（明治29年）の没まで、改版のたびに推敲した。
現在、比較的閲覧しやすい岩波文庫版は、博文堂版の初版・3版、嵩山堂版の16版・20版を参照したという。
尾崎行雄は、1886年（明治19年）の博文堂初版と1952年（昭和27年）の岩波文庫版とに、序文を寄せた。

## 『花間鶯』（かかんおう）
『雪中梅』の続編。1887年（明治20年） - 1888年（明治21年）刊。2人の婚礼からはじまり、主人公民間党員（官民協和論者）、政党不要論者、過激共産主義者などが登場するが、主人公の勝利におわる。
作中人物の口をかりて作者が政治を語り、批評をおこなう。理想的な志士、佳人も登場し、よくまとまっている。
国野基は貧困な青年であったが、雄弁と識見とをもって世に認められ、奇禍（ピンチ）にあいながら、お春の助力を得て、ついに結婚、またその民間党大団結論、官民協和論は朝野の共感を得て、その属する自由党は選挙で大勝利をおさめる。

## 書誌情報
- 末広重恭『雪中梅　政治小説』博文堂、1886年。
- 末広重恭『雪中梅』（訂6版）嵩山堂、1890年5月。
- 末広重恭『雪中梅』小林智賀平校訂、岩波書店〈岩波文庫緑137-1〉、1952年4月5日。ISBN 4-00-311371-3。
- 柳田泉 編「末広鉄膓篇 政治小説雪中梅、政治小説花間鶯、政治小説南洋の大波瀾」『明治政治小説集 第2巻』筑摩書房〈明治文学全集 第6巻〉、1967年。
- 末広鉄膓居士『雪中梅　政治小説』日本近代文学館〈近代文学館 名著複刻全集 特選4〉、1971年。 - 博文堂版（明治19年刊）の複製。
- 末広重恭「雪中梅」『政治小説集 1』山田俊治・林原純生校注、岩波書店〈新日本古典文学大系 明治編 16〉、2003年11月27日。ISBN 4-00-240216-9。
- 末広鉄腸『花間鶯　政治小説』金港堂、1888年3月。
- 末広鉄腸『花間鶯　政治小説』（合本訂3版）青木嵩山堂、1895年6月。